# Bomba Estéreo
Bomba Estéreo es un grupo musical colombiano que fusiona la música electrónica, el rock, el reggae, el reguetón alternativo y el rap con aires del Caribe Colombiano, como la cumbia y la champeta.
Simón Mejía y Julian Salazar son los miembros originales de la banda.

## Trayectoria
Bomba Estéreo cuenta con ocho trabajos discográficos que la consolidan como una de las bandas colombianas más importantes a nivel nacional e internacional. La marca que los representa desde hace más de 12 años es M3 Music.
Con su primer material lanzado en 2006, Vol. 1, consiguieron la aprobación, el interés y la acogida de los medios de comunicación y el público principalmente colombiano.
Su segundo trabajo Estalla/Blow Up de 2008 abrió puertas a los escenarios y medios internacionales más importantes. Y para 2010 fueron elegidos como la «Mejor nueva banda del mundo» por MTV Iggy; en 2012 este álbum, se hace merecedor al premio Disco de Oro por ventas superiores a las 10 000 copias.
Elegancia Tropical, el tercer trabajo discográfico de Bomba Estéreo, lanzado en septiembre de 2012, lideró las ventas digitales en la plataforma iTunes Store, motivo que llevó a la banda a ser elegida como «Mejor nuevo artista» por los editores de iTunes Latinoamérica en ese año.
Durante 2013 Bomba Estéreo continuó girando por el mundo en promoción de Elegancia Tropical, llegando a lugares como África donde colaboraron con músicos y artistas locales. Durante este mismo año realizaron el lanzamiento de dos nuevos sencillos: "Puro Love" y "Qué bonito", y fueron nominados a los Latin Grammy a Mejor Álbum de Música Alternativa.
En 2014, Bomba Estéreo firmó con Sony Music Latin y realizó la producción de un nuevo trabajo, Amanecer, lanzado un año después con éxito en el mundo, pues se posicionó el día su estreno como número 1 en ventas Colombia y el número 2 en iTunes Latino en Estados Unidos.
El álbum fue denominado por el productor musical Ricky Reed como el más colorido de la banda, resultado de la mezcla entre la melodía costeña, el ritmo urbano de Colombia y el rap. El material consiguió la nominación de Bomba Estéreo en dos categorías de los Latin Grammy. El tema "Fiesta", primer sencillo de este disco, llegó al mundo con un sonido inspirado en el Carnaval de Barranquilla, una celebración de música y danza que combina la atmósfera del carnaval con el delirio nocturno. Dicho tema contó con la colaboración de Will Smith en su versión remix, la cual se estrenó en 2015 en Amanecer Remixed.
Ayo es el título de la sexta producción de la agrupación musical, lanzada en 2017, la cual también los llevó a los Latin Grammy, compitiendo en la categoría de Mejor álbum de rock, urbano o alternativo latino con Residente, Jorge Drexler, Los amigos Invisibles, Desorden Público y C4 Trío. Ese mismo año, Bomba Estéreo fue telonera de Arcade Fire en Colonia y Dublin, hecho que los llevó un año después a grabar en esta ciudad su primer trabajo en vivo, Live in Dublin, lanzado en 2018.
Pasaron tres años para que la banda lanzara nuevo material discográfico, fue en 2021 cuando Deja vio la luz, contando con la colaboración de músicos como Leonel García y Yemi Alade. Este álbum, que fue producido por la misma banda, les valió de nueva cuenta una nominación a los Latin Grammy.
En 2022 lanzaron «Ojitos lindos», colaborando con el puertorriqueño Bad Bunny, tema que a cinco días de su lanzamiento rebasó los 10 millones de reproducciones en YouTube. El sencillo fue producido por Tainy, quien colaboró con la agrupación en el remix "To My Love", su mayor éxito comercial, pues superó los mil millones de reproducciones. Este mismo año, colaboraron con la banda navarra Zetak, lanzando la canción Zoriontasuna, interpretada en castellano y euskera.
El 27 de enero de 2025, Bomba Estéreo y Rawayana anunciaron ASTROPICAL, un nuevo proyecto musical conjunto. Tres días después, el "súpergrupo" lanzó Me Pasa (Piscis) , el primer sencillo de su álbum debut, que consta de 12 canciones inspiradas en los signos zodiacales. El 6 de febrero se lanzaron dos nuevos sencillos: Una Noche en Caracas (Tauro) y Corazón Adentro (Escorpio). Además, se confirmó la fecha de lanzamiento del álbum para el 7 de marzo. 

## Presencia internacional
Algunos de los más importantes festivales y eventos internacionales en los que Bomba Estéreo ha participado son: Vive Latino (México), Roskilde (Dinamarca), SXSW (EE. UU.), Glastonbury (R.U.), Bonnaroo (EE. UU.), Womex (Dinamarca), Austin City Limits (EE. UU.), Rock Al Parque (COL), SWU (Brasil), Lollapalooza (EE. UU.), Coachella (EE. UU.), Transmusicales (Francia), Fusion Festival (Alemania), Sónar (España), Expo Shanghái (China), AZGO Festival (Mozambique), Fireboll (Sudáfrica), Solaris (Perú), Estéreo Picnic (Colombia), entre otros.
Ha realizado presentaciones en vivo para importantes medios internacionales que han quedado registradas en YouTube y páginas oficiales, de las cuales cabe mencionar su paso por La Blogothèque y Casa de América en el 2011, BBC Studios y Live on Last Call With Carson Daly’ en el 2012, KEXP Live Session 2013, entre otros.
Ha sido reseñada por los medios especializados más relevantes del mundo, como la revista Rolling Stone, The New York Times, BBC Music, National Public Radio, The Washington Post y iTunes Latin America.
La banda se logró consolidar en la escena internacional con Amanecer álbum que fue aclamado por la crítica mundial. Rolling Stones lo incluyó entre los mejores 50 álbumes del 2015 y la misma revista lo catalogó como el mejor álbum latino del 2015. Para Billboard también fue el mejor álbum latino del 2015; así mismo, el sencillo “Fiesta” fue posicionado entre las mejores 10 canciones latinas del 2015, y para el portal NPR, este sencillo fue una de las mejores 61 canciones del año.

## Integrantes
- Li Saumet (voz)
- Simón Mejía (dirección, bajo, sintetizadores)
- Pacho Carnaval
- José Castillo (guitarra, sintetizadores)

## Discografía

### Álbumes de estudio
| Año  | Álbum                         | Discográfica                     |
| ---- | ----------------------------- | -------------------------------- |
| 2006 | Volumen 1                     | Polen Records                    |
| 2008 | Estalla                       | Polen Records / Nacional Records |
| 2012 | Elegancia tropical            | Polen Records / Soundway         |
| 2015 | Amanecer                      | Sony Music                       |
| 2017 | Ayo                           | Sony Music                       |
| 2021 | Deja                          | Sony Music                       |
| 2025 | ASTROPICAL (junto a Rawayana) | Sony Music                       |

#### EP
| Año  | EP         | Discográfica     |
| ---- | ---------- | ---------------- |
| 2011 | Ponte Bomb | Nacional Records |

#### Álbumes en vivo
| Año  | Álbum          | Discográfica     |
| ---- | -------------- | ---------------- |
| 2019 | Live in Dublin | Nacional Records |

#### Sencillos
| Año  | Sencillo                     | Álbum              | Discográfica                     |
| ---- | ---------------------------- | ------------------ | -------------------------------- |
| 2009 | Fuego                        | Estalla/Blow Up    | Polen Records / Nacional Records |
| 2012 | El alma y el cuerpo          | Elegancia tropical | Polen Records / Soundway         |
| 2013 | Pure Love                    | Elegancia tropical | Polen Records / Soundway         |
| 2015 | Qué bonito                   |                    | Polen Records                    |
| 2015 | Fiesta                       | Amanecer           | Sony Music                       |
| 2015 | Somos dos                    | Amanecer           | Sony Music                       |
| 2015 | Fiesta (Remix) ft Will Smith | Amanecer           | Sony Music                       |

### Videoclips
- Nieve en Cali (2006)
- Huepajé (2007)
- Corinto (2007)
- Caminito (2008)
- Fuego (2009)
- Agua salá (2010)
- La Boquilla (2010)
- Ponte Bomb (2011)
- La cumbia sicodélica (2011)
- El alma y el cuerpo (2012)
- Caribbean Power (2013)
- Pure Love (2013)
- Bosque (2014)
- Qué bonito (2014)
- Pa' respirar (2014)
- Fiesta  (2015)
- Somos dos (2015)
- Soy Yo (2016)
- Duele (2017)
- Internacionales (2017)
- Química (Dance With Me) (2017)
- Amar Así (2018)
- To my love (2015)
- Agua (2021)
- Deja (2021)

## Premios y nominaciones

### Grammy Awards
| Año  | Categoría                                     | Trabajo  | Resultado |
| ---- | --------------------------------------------- | -------- | --------- |
| 2022 | Mejor álbum latino de rock o alternativo      | Deja     | Nominado  |
| 2018 | Mejor Álbum Rock Latino, Urbano y Alternativo | Ayo      | Nominado  |
| 2016 | Mejor Álbum Rock Latino, Urbano y Alternativo | Amanecer | Nominado  |

### Latin Grammy Awards
| Año  | Categoría                          | Trabajo                     | Resultado |
| ---- | ---------------------------------- | --------------------------- | --------- |
| 2022 | Grabación del Año                  | Ojitos Lindos con Bad Bunny | Nominado  |
| 2022 | Álbum del Año                      | Un Verano Sin ti            | Nominado  |
| 2022 | Álbum del Año                      | Deja                        | Nominado  |
| 2022 | Mejor Álbum de Música Alternativa  | Deja                        | Nominado  |
| 2018 | Grabación del Año                  | Internacionales             | Nominado  |
| 2018 | Mejor Video Musical Versión Corta  | Duele                       | Nominado  |
| 2018 | Mejor Fusión/Interpretación Urbana | Internacionales             | Nominado  |
| 2017 | Mejor Video Musical Versión Corta  | Soy Yo                      | Nominado  |
| 2015 | Mejor Álbum de Música Alternativa  | Amanecer                    | Nominado  |
| 2015 | Grabación del Año                  | Fiesta                      | Nominado  |
| 2013 | Mejor Álbum de Música Alternativa  | Elegancia Tropical          | Nominado  |

### MTV Millenial Awards
| Año  | Categoría        | Álbum/Canción | -        |
| ---- | ---------------- | ------------- | -------- |
| 2018 | Artista Más Duro | Bomba Estéreo | Nominado |

### Premios MTV Latinoamérica
| Año  | Categoría                  | Álbum/Canción | -        |
| ---- | -------------------------- | ------------- | -------- |
| 2009 | Mejor Artista Nuevo Centro | Bomba Estéreo | Nominado |

### Kids' Choice Awards Colombia
| Año  | Categoría                         | Álbum/Canción | -        |
| ---- | --------------------------------- | ------------- | -------- |
| 2016 | Artista o Grupo Nacional Favorito | Bomba Estéreo | Nominado |

### Premios Lo Nuestro
| Año  | Categoría     | Álbum/Canción | -        |
| ---- | ------------- | ------------- | -------- |
| 2017 | Video del Año | Soy Yo        | Nominado |

### Premios Nuestra Tierra
| Año  | Categoría                        | Álbum/Canción       | Resultado |
| ---- | -------------------------------- | ------------------- | --------- |
| 2014 | Mejor Artista Alternativo        | Bomba Estéreo       | Ganadores |
| 2014 | Mejor Interpretación Alternativa | Pure Love           | Nominados |
| 2013 | Mejor Artista Alternativo        | Bomba Estéreo       | Ganadores |
| 2013 | Mejor Interpretación Alternativa | El Alma y El Cuerpo | Nominados |
| 2013 | Mejor Página de Internet         | Bomba Estéreo       | Nominados |
| 2010 | Mejor Interpretación Urbana      | Fuego               | Nominados |
| 2010 | Mejor Interpretación Alternativa | Fuego               | Nominados |

### Premios Shock
| Año  | Categoría                                       | Álbum/Canción       | Resultado |
| ---- | ----------------------------------------------- | ------------------- | --------- |
| 2016 | Mejor Artista o Agrupación                      | Bomba Estéreo       | Ganadores |
| 2016 | Artista Shock del Año                           | Bomba Estéreo       | Ganadores |
| 2016 | Mejor Álbum                                     | Amanecer            | Nominados |
| 2016 | Mejor Canción Radio                             | Fiesta              | Nominados |
| 2016 | Mejor Canción Radio Alternativa                 | Algo Está Cambiando | Nominados |
| 2014 | Mejor Artista o Agrupación                      | Bomba Estéreo       | Nominados |
| 2013 | Mejor Agrupación Pura Sabrosura                 | Bomba Estéreo       | Ganadores |
| 2012 | Mejor Artista o Agrupación Pura Sabrosura       | Bomba Estéreo       | Ganadores |
| 2012 | Artista o Agrupación del Año                    | Bomba Estéreo       | Nominados |
| 2010 | Mejor Canción Radio                             | Fuego               | Nominados |
| 2010 | Agrupación del Año                              | Bomba Estéreo       | Nominados |
| 2010 | Voz del Año                                     | Li Saumet           | Nominada  |
| 2010 | Artista Shock del Año                           | Bomba Estéreo       | Ganadores |
| 2008 | Mejor Nuevo Artista o Agrupación                | Bomba Estéreo       | Nominados |
| 2008 | Voz del Año                                     | Li Saumet           | Nominada  |
| 2008 | Mejor Nuevo Artista o Agrupación Pura Sabrosura | Bomba Estéreo       | Nominados |